# Agrellita
La agrellita es un mineral de la clase de los inosilicatos. Fue descubierta en 1973 en Quebec (Canadá), siendo nombrada así en honor de Stuart Agrell, mineralogista británico. Un sinónimo es su clave: IMA1973-032.

## Características químicas
Es un silicato anhidro de sodio y calcio con aniones adicionales de flúor. Tiene estructura molecular de inosilicato, con cadenas sencillas de periodo cuatro.

## Formación y yacimientos
Se forma en masas de roca pegmatita y en gneisses de tipo máfico, dentro de un complejo de rocas alcalinas de metamorfismo regional.
Suele encontrarse asociado a otros minerales como: cuarzo, miserita, eudialita o egirina.